# María Luisa San José
María Luisa San José Seivane (Madrid, 22 de gener de 1946) és una actriu espanyola.

## Cinema
El seu primer treball va ser en la secció de revelat d'un laboratori cinematogràfic, Madrid Film. D'aquí salta a la publicitat i després a la interpretació, debutant al cinema el 1964 amb Hagan juego, señoras, de Marcel Ophüls.
Aconsegueix especial notorietat durant la dècada dels setanta, arribant a ser una de les actrius més assídues en les comèdies sense pretensions de l'època, conegudes popularment com a españoladas. En el seu haver consten títols com Las señoritas de mala compañía (1973), Mi mujer es muy decente, dentro de lo que cabe (1975), La mujer es cosa de hombres (1975), Cuando Conchita se escapa no hay tocata (1976) o Más fina que las gallinas (1976).
En la seva etapa de maduresa, ha treballat amb directors com Eloy de la Iglesia (El diputado, 1978), Antonio Giménez Rico (Soldadito español, 1988) o Carlos Saura (Pajarico, 1997).

## Teatre
En teatre ha desenvolupat també una carrera notable, intervenint, entre d'altres, en els muntatges d' Adiós, señorita Ruth (1972) d'Emlyn Williams, Así que pasen cinco años, (1978), de Federico García Lorca, Yo me bajo en la próxima, ¿y usted? (1982), Tirante el Blanco (1987), Con la mosca en la oreja (1988), amb Analía Gadé i Vicente Parra., Edipo en Colono (1992), La discreta enamorada (1994), de Lope de Vega, dirigida per Miguel Narros, Ricardo III (1998) de William Shakespeare, La mujer que se parecía a Marilyn (2007), d'Eduardo Galán, amb Isabel Aboy, i Un enredo casi familiar (2011), amb Jaime Blanch.

## Televisió
També ha estat freqüenti la seva presència en televisió, des de la sèrie Animales racionales (1972-1973), amb Antonio Casal, El pícaro (1974), amb Fernando Fernán Gómez, Diálogos de un matrimonio (1982), amb Jesús Puente i Cuentos imposibles (1984), de Jaime de Armiñán, i també les telenovel·les Nada es para siempre (2000) en Antena 3 i Géminis, venganza de amor (2002) en TVE o les comèdies Habitación 503 (1993), Los negocios de mamá (1997), amb Rocío Dúrcal i El inquilino (2004), amb Jorge Sanz.